# حلقه کیر

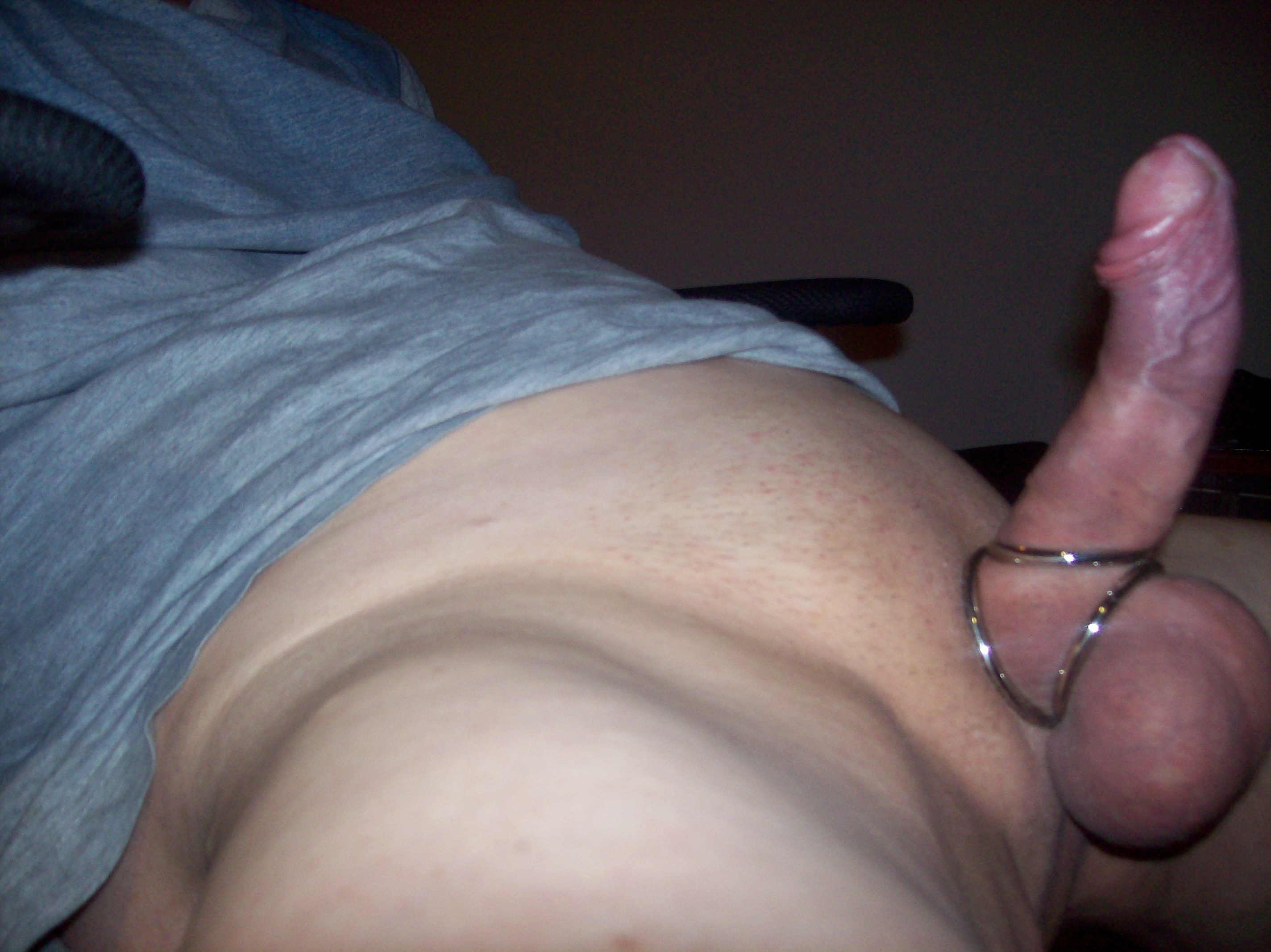
حلقه کیر فلزی

حلقهٔ کیر نوعی حلقه است که آن را معمولاً در قسمت انتهای آلت تناسلی مردانه قرار می‌دهند. در هنگام استفاده از این وسیله، آلت تناسلی پس از تحریک شدن مدت زمان طولانی تری در حالت نعوظ باقی می‌ماند. حلقهٔ کیر را می‌توان دور آلت مردی قرار داد و یا می‌توان دور کیسه بیضه قرار داد و یا دور هر دوی آنها.
این اسباب بازی جنسی از مواد گوناگونی از جمله چرم، پلاستیک و سیلیکون ساخته می‌شود. البته ممکن است نایلون و یا فلز در بخشی از این وسیله بکار رفته باشند.این کار برای این است که به حالت ارگاسم برسند.